# Kap Comorin
Kap Comorin är Indiens sydligaste udde. Den är belägen inom delstaten Tamil Nadu.